# Lista planetelor minore: 92001–93000
| Nume                                            | Denumire provizorie                             | Data descoperirii                               | Locul descoperirii                              | Descoperitor(i)                                 |                                                 |                                                 |                                                 |                                                 |                                                 |                                                 |                                                 |                                                 |                                                 |                                                 |                                                 |                                                 |                                                 |                                                 |                                                 |                                                 |                                                 |                                                 |                                                 |                                                 |                                                 |                                                 |                                                 |                                                 |                                                 |                                                 |                                                 |                                                 |                                                 |                                                 |                                                 |                                                 |                                                 |                                                 |                                                 |                                                 |                                                 |                                                 |                                                 |                                                 |                                                 |                                                 |                                                 |                                                 |                                                 |
| 92001–92100 Lista planetelor minore/92001–92100 | 92001–92100 Lista planetelor minore/92001–92100 | 92001–92100 Lista planetelor minore/92001–92100 | 92001–92100 Lista planetelor minore/92001–92100 | 92001–92100 Lista planetelor minore/92001–92100 | 92101–92200 Lista planetelor minore/92101–92200 | 92101–92200 Lista planetelor minore/92101–92200 | 92101–92200 Lista planetelor minore/92101–92200 | 92101–92200 Lista planetelor minore/92101–92200 | 92101–92200 Lista planetelor minore/92101–92200 | 92201–92300 Lista planetelor minore/92201–92300 | 92201–92300 Lista planetelor minore/92201–92300 | 92201–92300 Lista planetelor minore/92201–92300 | 92201–92300 Lista planetelor minore/92201–92300 | 92201–92300 Lista planetelor minore/92201–92300 | 92301–92400 Lista planetelor minore/92301–92400 | 92301–92400 Lista planetelor minore/92301–92400 | 92301–92400 Lista planetelor minore/92301–92400 | 92301–92400 Lista planetelor minore/92301–92400 | 92301–92400 Lista planetelor minore/92301–92400 | 92401–92500 Lista planetelor minore/92401–92500 | 92401–92500 Lista planetelor minore/92401–92500 | 92401–92500 Lista planetelor minore/92401–92500 | 92401–92500 Lista planetelor minore/92401–92500 | 92401–92500 Lista planetelor minore/92401–92500 | 92501–92600 Lista planetelor minore/92501–92600 | 92501–92600 Lista planetelor minore/92501–92600 | 92501–92600 Lista planetelor minore/92501–92600 | 92501–92600 Lista planetelor minore/92501–92600 | 92501–92600 Lista planetelor minore/92501–92600 | 92601–92700 Lista planetelor minore/92601–92700 | 92601–92700 Lista planetelor minore/92601–92700 | 92601–92700 Lista planetelor minore/92601–92700 | 92601–92700 Lista planetelor minore/92601–92700 | 92601–92700 Lista planetelor minore/92601–92700 | 92701–92800 Lista planetelor minore/92701–92800 | 92701–92800 Lista planetelor minore/92701–92800 | 92701–92800 Lista planetelor minore/92701–92800 | 92701–92800 Lista planetelor minore/92701–92800 | 92701–92800 Lista planetelor minore/92701–92800 | 92801–92900 Lista planetelor minore/92801–92900 | 92801–92900 Lista planetelor minore/92801–92900 | 92801–92900 Lista planetelor minore/92801–92900 | 92801–92900 Lista planetelor minore/92801–92900 | 92801–92900 Lista planetelor minore/92801–92900 | 92901–93000 Lista planetelor minore/92901–93000 | 92901–93000 Lista planetelor minore/92901–93000 | 92901–93000 Lista planetelor minore/92901–93000 | 92901–93000 Lista planetelor minore/92901–93000 | 92901–93000 Lista planetelor minore/92901–93000 |
| ----------------------------------------------- | ----------------------------------------------- | ----------------------------------------------- | ----------------------------------------------- | ----------------------------------------------- | ----------------------------------------------- | ----------------------------------------------- | ----------------------------------------------- | ----------------------------------------------- | ----------------------------------------------- | ----------------------------------------------- | ----------------------------------------------- | ----------------------------------------------- | ----------------------------------------------- | ----------------------------------------------- | ----------------------------------------------- | ----------------------------------------------- | ----------------------------------------------- | ----------------------------------------------- | ----------------------------------------------- | ----------------------------------------------- | ----------------------------------------------- | ----------------------------------------------- | ----------------------------------------------- | ----------------------------------------------- | ----------------------------------------------- | ----------------------------------------------- | ----------------------------------------------- | ----------------------------------------------- | ----------------------------------------------- | ----------------------------------------------- | ----------------------------------------------- | ----------------------------------------------- | ----------------------------------------------- | ----------------------------------------------- | ----------------------------------------------- | ----------------------------------------------- | ----------------------------------------------- | ----------------------------------------------- | ----------------------------------------------- | ----------------------------------------------- | ----------------------------------------------- | ----------------------------------------------- | ----------------------------------------------- | ----------------------------------------------- | ----------------------------------------------- | ----------------------------------------------- | ----------------------------------------------- | ----------------------------------------------- | ----------------------------------------------- |

| Predecesor: 91001–92000 | Lista planetelor minore 92001–93000 Semnificații ale numelor: 92001–93000 | Succesor: 93001–94000 |